# Natale sul Nilo
 Natale sul Nilo és una pel·lícula italiana de comèdia del 2002 dirigida per Neri Parenti, i protagonitzada per Massimo Boldi, Christian De Sica, Enzo Salvi, Biagio Izzo, i Fichi d'India, Mabel Lozano, Manu Fullola, Nuria de la Fuente i Lucrezia Piaggio en la seva primera aparició cinematogràfica. El guió era de Fausto Brizzi, futur director de Notte prima degli esami.

## Argument
L'advocat romà Fabio Ciulla (Cristian De Sica) va de vacances a Egipte. Persegueix la seva dona, a qui ha traït repetidament, per intentar persuadir-la que el perdoni. El sergent de la policia Enrico Ombroni (Massimo Boldi) també viatja a la terra dels faraons amb un guàrdia (Biagio Izzo) per allunyar la seva filla petita (Lucrezia Piaggio) d'un grup musical del qual és fan. Els dos protagonistes es reuneixen a Egipte per un intercanvi de malentesos, ja que per error Ciulla té declara el seu amor a una jove mentre la seva dona el perdona. La noia cerca al fill de Ciulla, que planeja desfer-se de l'enredat amb un enginy intel·ligent. Mentrestant, la filla d'Ombroni va fugint amb la tripulació del seu grup musical preferit, que han vingut a Egipte per rodar un vídeo exòtic.

## Repartiment
- Christian De Sica: Avv. Fabio Ciulla
- Massimo Boldi: Gen. Enrico Ombroni
- Fichi d'India: Max & Bruno
- Enzo Salvi: Oscar Tufello
- Biagio Izzo: Mar. Gennaro Saltalaquaglia
- Mabel Lozano: Gianna Ciulla
- Nuria de la Fuente: Paola Rampelli
- Paolo Conticini: Capità
- Manu Fullola: Marco Ciulla
- Lucrezia Piaggio:Lorella Ombroni
- Iuliana Ierugan: show girl A
- Kimberly Greene: show girl B
- Gloria Anselmi: show girl C
- Luisella Tuttavilla: show girl D
- Maria De Filippi: ella mateixa

## Producció
Les escenes ambientades a Itàlia en realitat foren rodades a Espanya, Algunes escenes foren rodades al Mena House Hotel de Guiza. En algunes escenes utilitza la cançó Aserejé de Las Ketchup. Va tenir un gran èxit comercial a Itàlia, recaptant en taquilla un total de 28.296.128 euros.